# Sugor
Sugor (Ajuga) är ett släkte i familjen kransblommiga växter.
Släktet är inhemskt i Europa, centrala och södra Asien samt Australien, medan det har införts till östra Kanada, östra USA och Venezuela.

## Artlista
Ingående arter enligt Kew Gardens sökapplikation:
- Ajuga arabica P.H.Davis
- Ajuga australis R.Br.
- Ajuga austroiranica Rech.f.
- Ajuga bombycina Boiss.
- Ajuga boninsimae Maxim.
- Ajuga campylantha Diels
- Ajuga campylanthoides C.Y.Wu & C.Chen
- Ajuga chamaecistus Ging. ex Benth.
- Ajuga chamaepitys (L.) Schreb. Gulsuga
- Ajuga chasmophila P.H.Davis
- Ajuga ciliata Bunge
- Ajuga davisiana Kit Tan & Yıldız
- Ajuga decaryana Danguy ex R.A.Clement
- Ajuga decumbens Thunb.
- Ajuga dictyocarpa Hayata
- Ajuga flaccida Baker
- Ajuga forrestii Diels
- Ajuga genevensis L. Kritsuga
- Ajuga grandiflora Stapf
- Ajuga incisa Maxim.
- Ajuga integrifolia Buch.-Ham. ex D.Don
- Ajuga iva (L.) Schreb.
- Ajuga japonica Miq.
- Ajuga laxmannii (L.) Benth.
- Ajuga leucantha Lukhoba
- Ajuga linearifolia Pamp.
- Ajuga lobata D.Don
- Ajuga lupulina Maxim.
- Ajuga macrosperma Wall. ex Benth.
- Ajuga makinoi Nakai
- Ajuga mollis Gladkova
- Ajuga multiflora Bunge
- Ajuga nipponensis Makino
- Ajuga nubigena Diels
- Ajuga oblongata M.Bieb.
- Ajuga oocephala Baker
- Ajuga ophrydis Burch. ex Benth.
- Ajuga orientalis L.
- Ajuga ovalifolia Bureau & Franch.
- Ajuga pantantha Hand.-Mazz.
- Ajuga parviflora Benth.
- Ajuga piskoi Degen & Bald.
- Ajuga postii Briq.
- Ajuga pygmaea A.Gray
- Ajuga pyramidalis L. Blåsuga
- Ajuga relicta P.H.Davis
- Ajuga reptans L. Revsuga
- Ajuga robusta Baker
- Ajuga rubrobracteosa S.S.Ying
- Ajuga salicifolia (L.) Schreb.
- Ajuga saxicola Assadi & Jamzad
- Ajuga sciaphila W.W.Sm.
- Ajuga shikotanensis Miyabe & Tatew.
- Ajuga sinuata R.Br.
- Ajuga spectabilis Nakai
- Ajuga taiwanensis Nakai ex Murata
- Ajuga tenorei C.Presl
- Ajuga tsukubana (Nakai) Okuyama
- Ajuga turkestanica (Regel) Briq.
- Ajuga vestita Boiss.
- Ajuga xylorrhiza Kit Tan
- Ajuga yesoensis Maxim. ex Franch. & Sav.
- Ajuga zakhoensis Rech.f.

## Bildgalleri

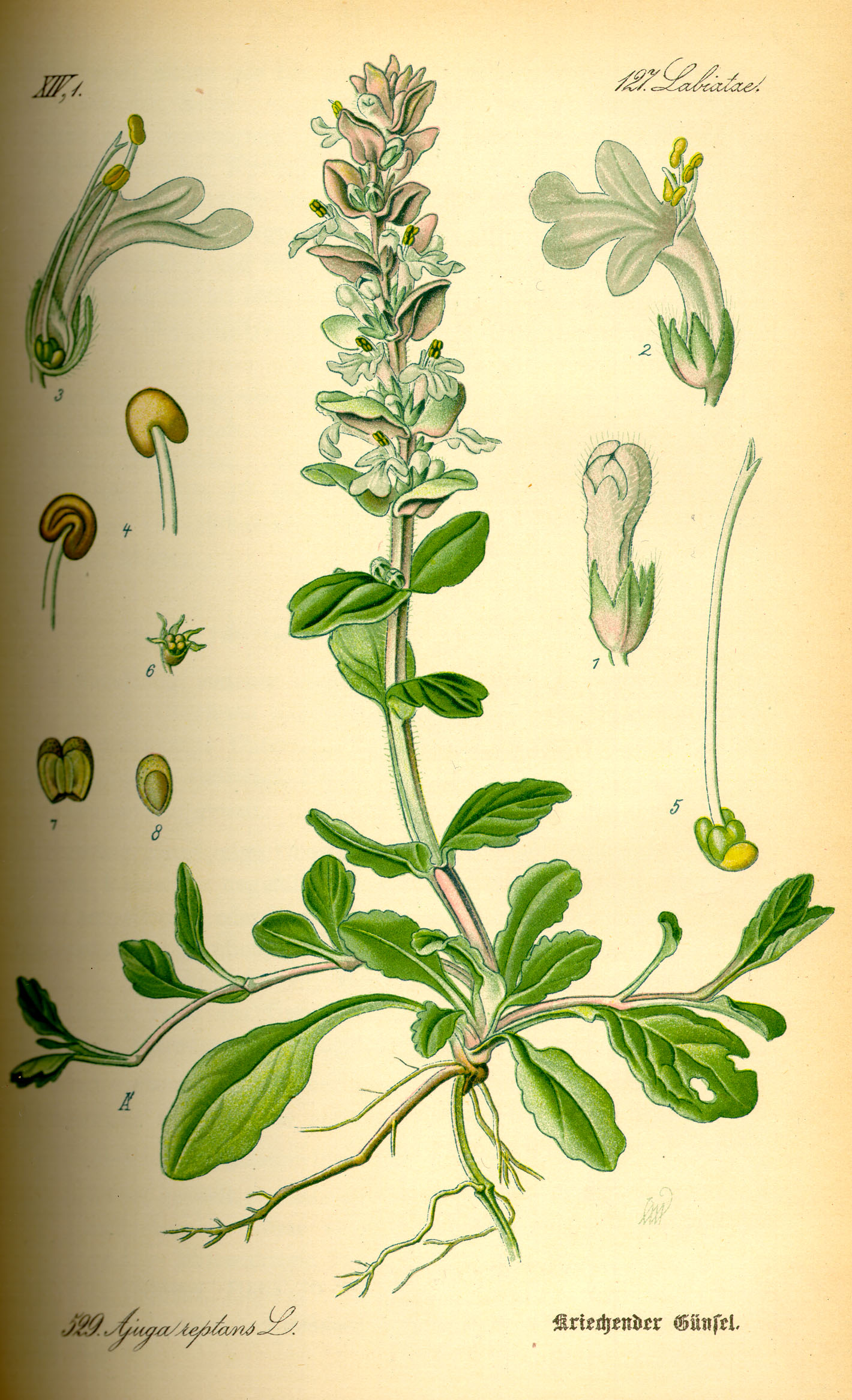
Revsuga
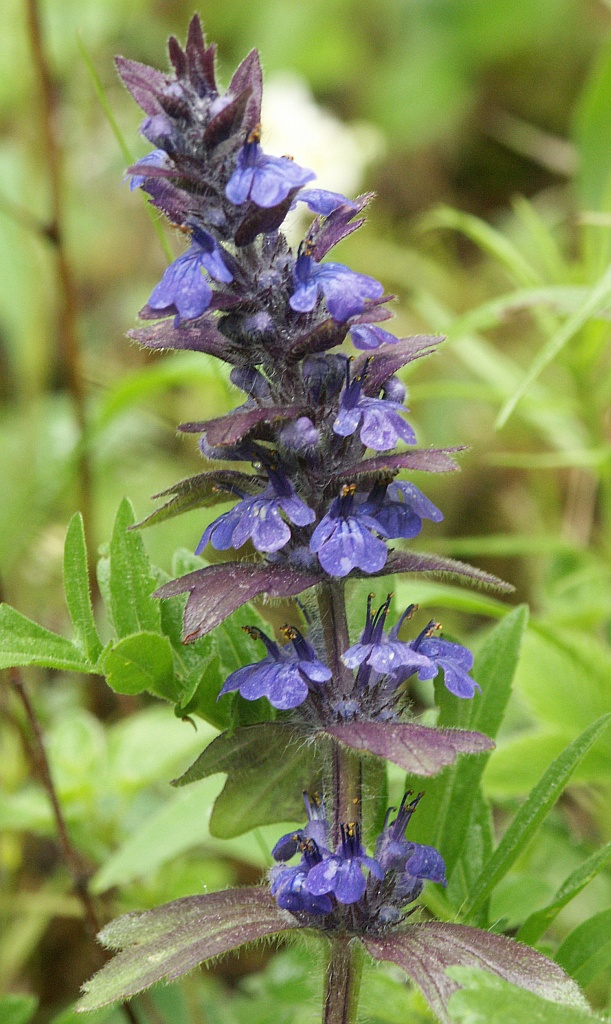
Kritsuga
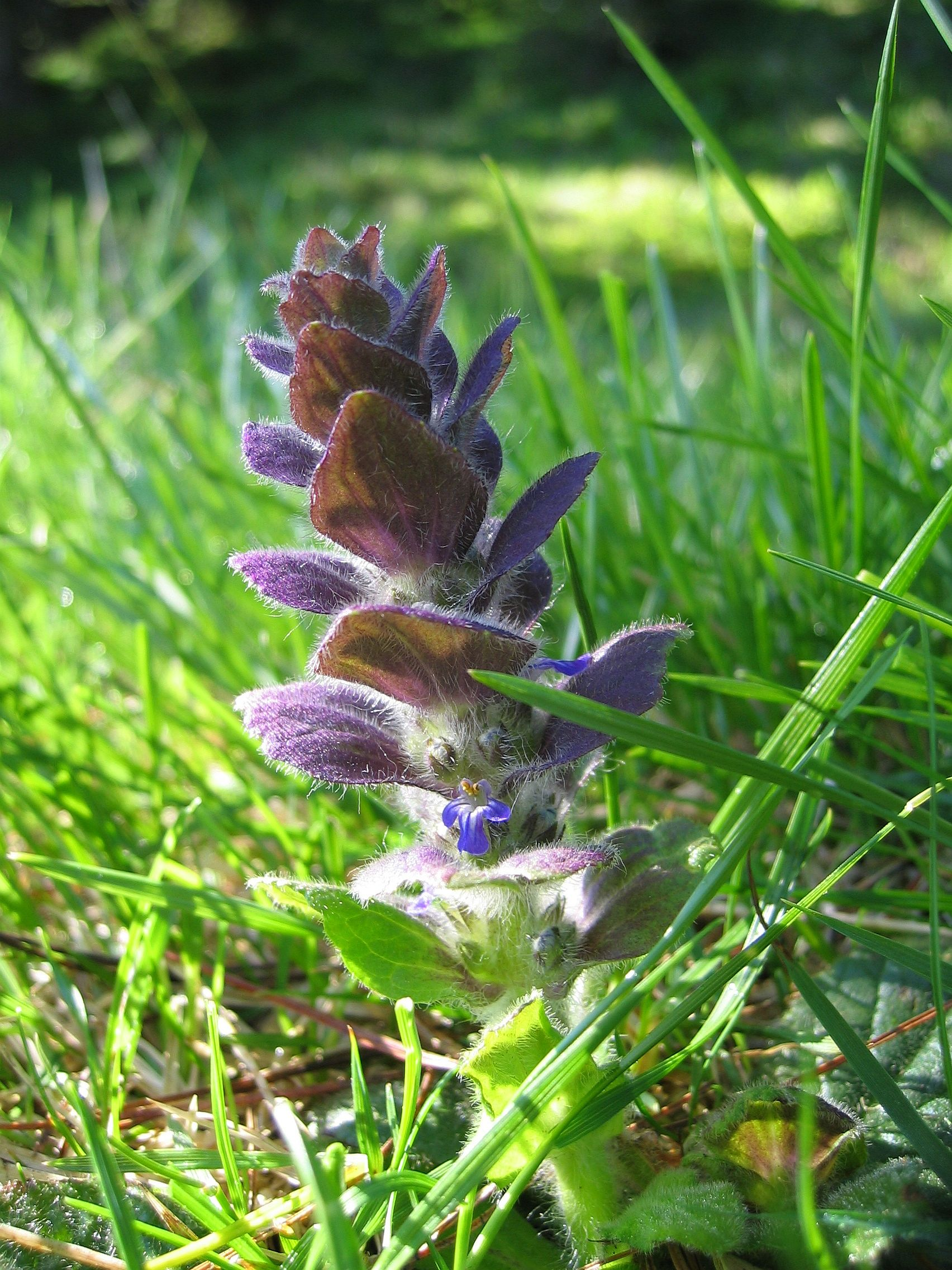
Blåsuga
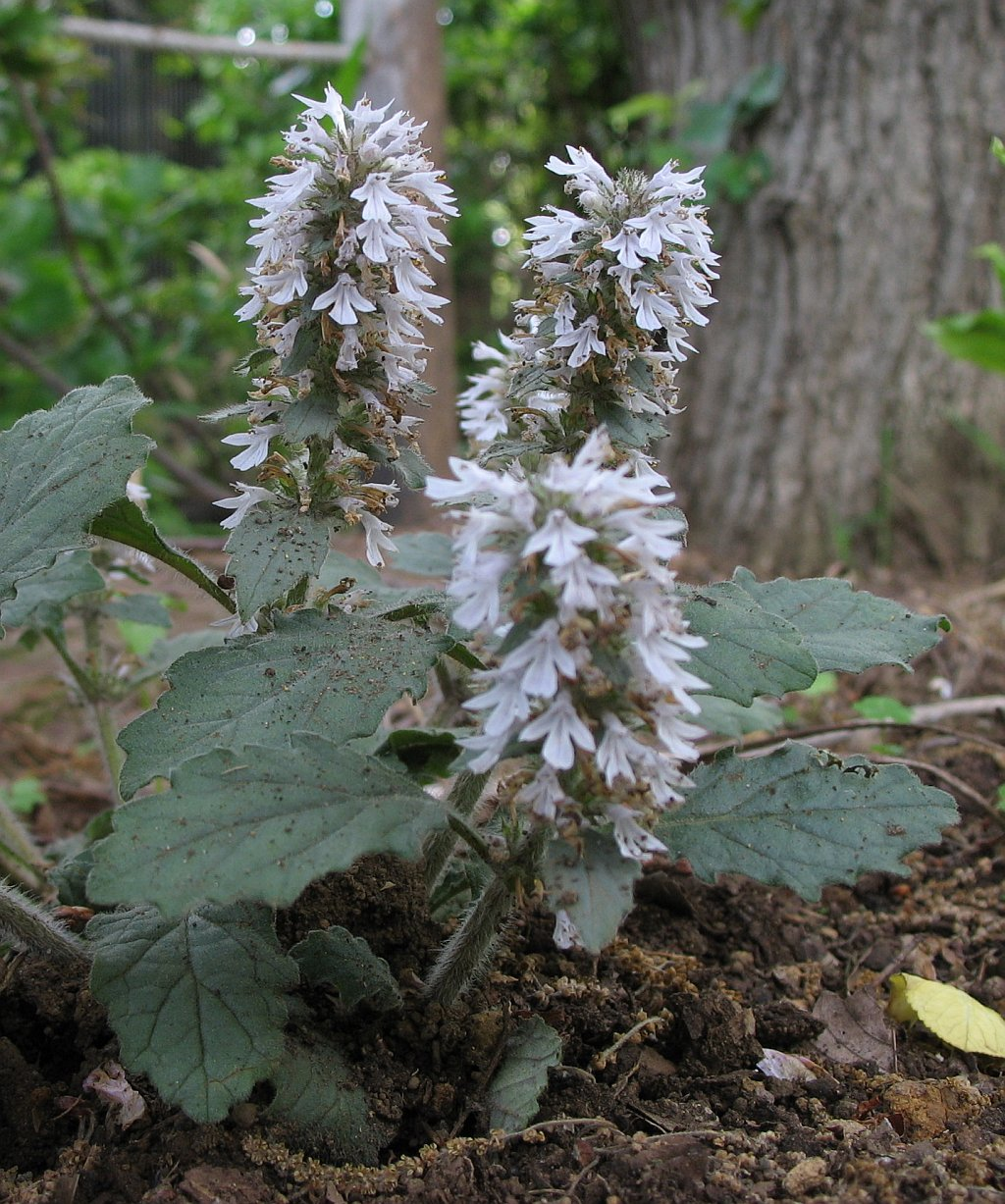
Ajuga nipponensis
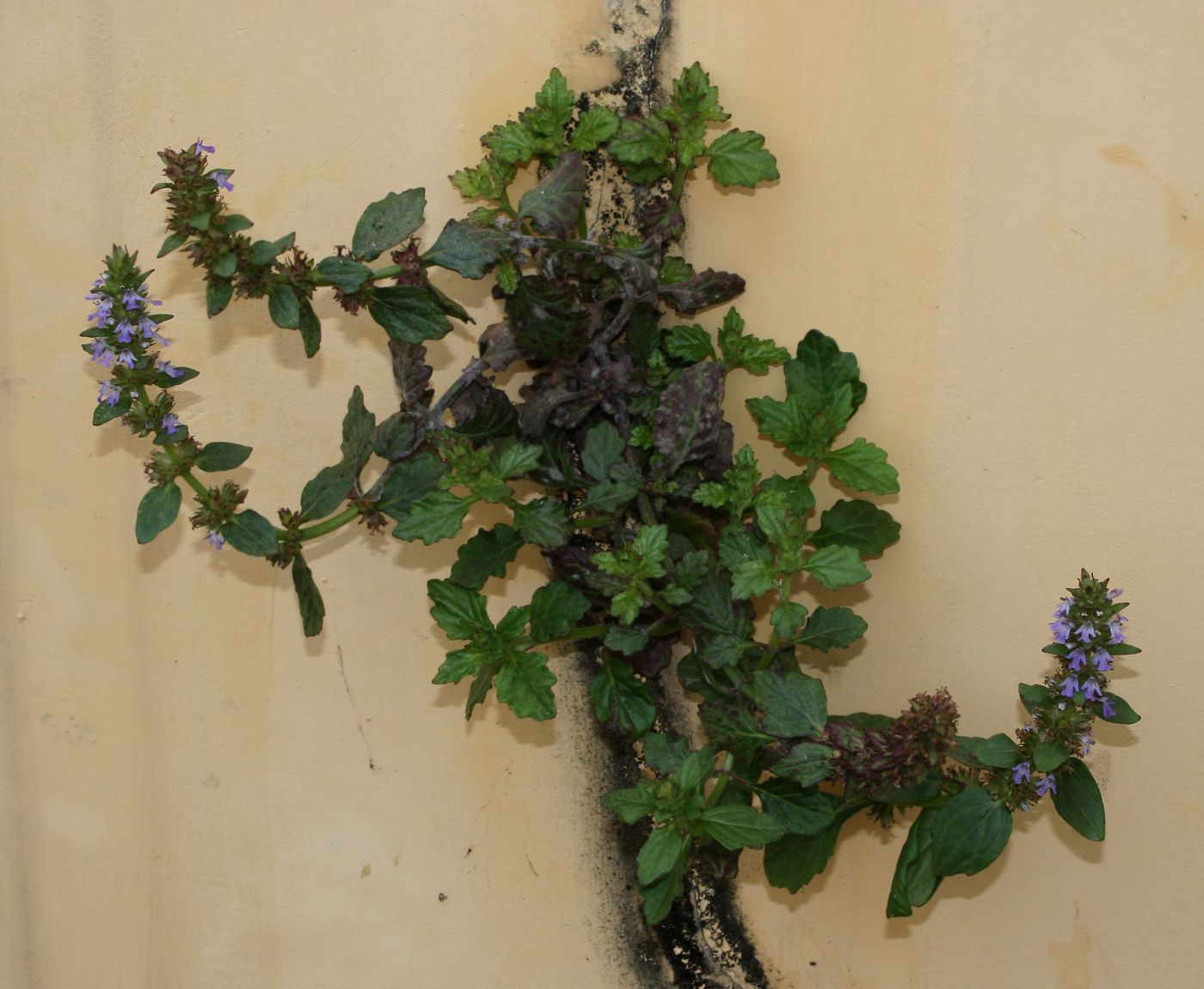
Ajuga nipponensis
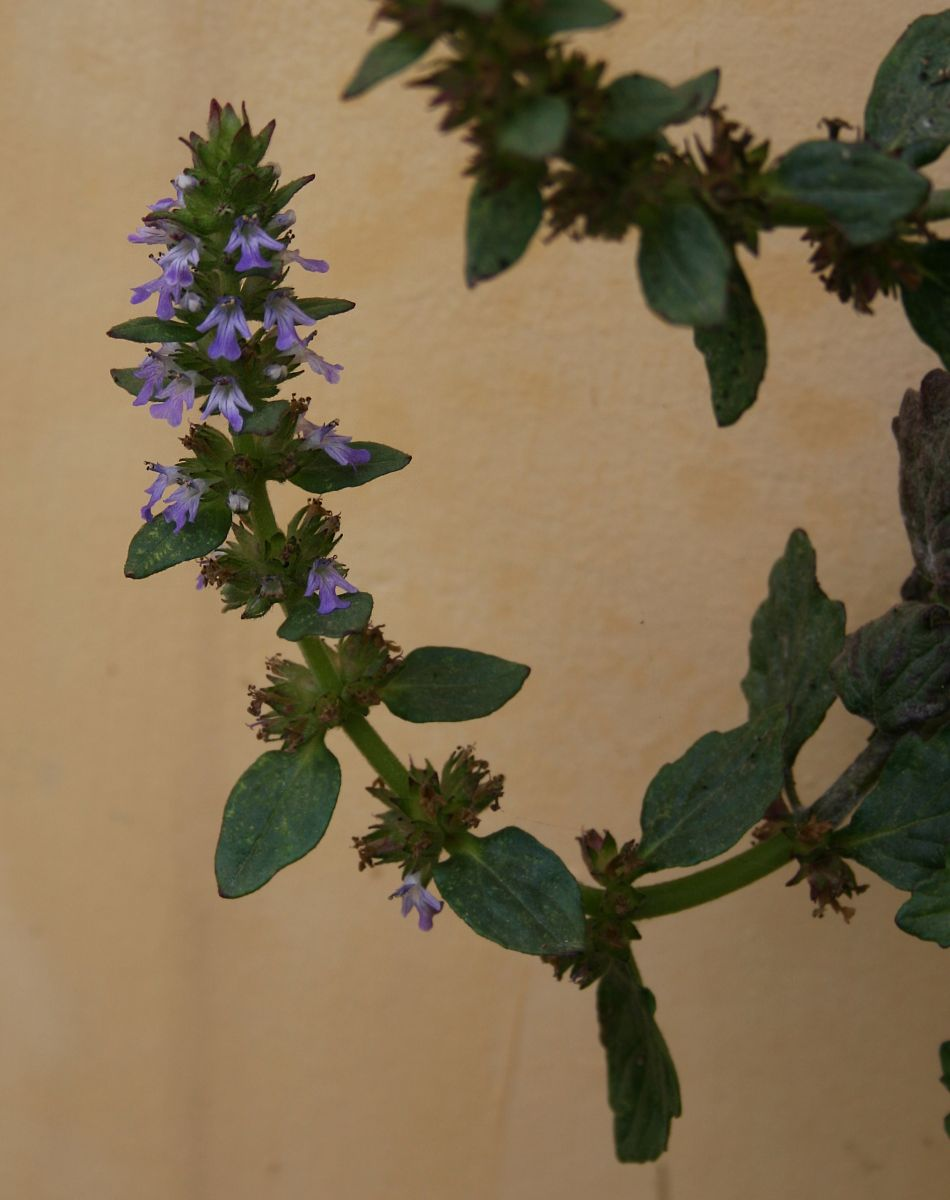
Ajuga nipponensis